# 帕洛貝爾德國家公園

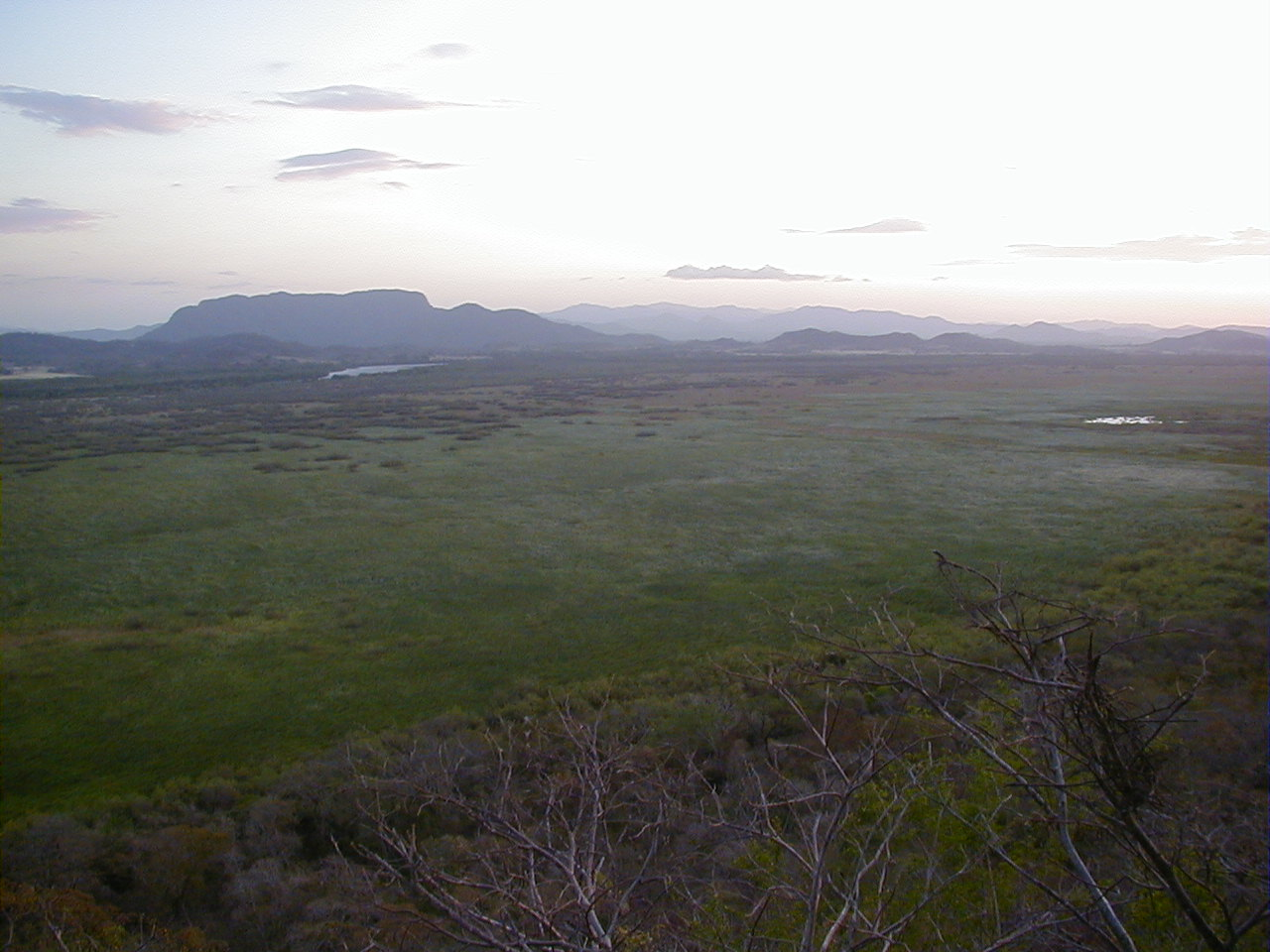

帕洛貝爾德國家公園是哥斯達黎加的國家公園，位於該國西北部，由瓜納卡斯特省負責管轄，面積184平方公里，成立於1978年4月30日，每年平均降雨量1,700至2,100毫米。

## 外部連結
- Palo Verde National Park （页面存档备份，存于） at Costa Rica National Parks